# Камиль аз-зиярат
Камиль аз-зиярат (араб. كامل الزيارات‎) — книга, посвящённая теме Зиярата, написанная Ибн Каулавейхом аль-Кумми (ум. 976), известным шиитским учёным. В книге описываются награды и манера посещения могил Мухаммеда, Ахль аль-Байт, потомков имамов и муминов. Камиль аз-зиярат является одним из наиболее достоверных источников среди других сборников хадисов и дуа в шиитском исламе. Мухаммад Бакир Маджлиси писал: «„Камиль аз-зиярат“ — известная и достоверная книга по усуль аль-фикх среди шиитских факихов».

## Альтернативные названия
Книгу также иногда называют просто «аз-зиярат». Шейх ат-Таифа ат-Туси называл её «Джами аз-Зиярат».

## Автор
Ибн Каулавейх аль-Кумми был одним из выдающихся шиитских передатчиков в четвёртом веке после хиджры и был 1 из лучших учеников Мухаммада аль-Кулайни и учителей Мухаммада аль-Муфид, также он был факихом.

## Цель
В книге он пишет так: «Я написал эту книгу, чтобы стать ближе к Аллаху, Мухаммеду, имаму Али, леди Фатиме и непогрешимым имамам, а также для содействия в посещении [могил] этих благородных людей среди моих братьев по религии, и попытался дать всем правоверным подарок путём распространения знаний о Ахль аль-Байт и духовных наградов за посещение их [могил]».

## Надёжность иснада
По словам самого автора он убедился в достоверности всех передатчиков, приводя наиболее надёжные источники, потому в книге нет ни одного слабого хадиса. Из-за своей надёжности книга использовалась как источник для ссылки, например, в «Тахзиб аль-ахкам» шейха ат-Туси и «Мафатих аль-Джинан» Аббаса Куми.

## Содержание
В этой книге расписаны различные аспекты зиярата, в том числе награды за его исполнение, его естественность, законность, манеры во время него. Кроме того, есть ответы на вопросы, поднятые противниками практики зиярата. Также затронуты вопросы предсказания мученичества имама Хусейна, знание о нём ангелов и плач по его жертве всех творений. Всего 843 хадиса по 108 главам.

## Переводы
Существует перевод на английский, а также несколько переводов на фарси.